# Aporophyla grisea
Aporophyla grisea là một loài bướm đêm trong họ Noctuidae.